# Djamel Ouahab
Djamel Ouahab est un réalisateur, scénariste et acteur franco-algérien.

## Biographie
Djamel Ouahab réalise en 1998 un premier long métrage de fiction, Cour interdite, « regard sans fioritures sur un engrenage broyeur de vies ». 
Son documentaire Gerboise bleue, qui relate l’histoire des vétérans français et des Touaregs algériens victimes des premiers essais atomiques français dans le Sahara de 1960 à 1966, sort en 2009.

## Filmographie

### Réalisateur
- 1999 : Cour interdite
- 2009 : Gerboise bleue

### Acteur
- 1999 : Cour interdite
- 2000 : L'Affaire Marcorelle de Serge Le Péron
- 2003 : Un homme, un vrai de Jean-Marie Larrieu et Arnaud Larrieu
- 2005 : J'ai vu tuer Ben Barka de Serge Le Péron